# Hökgökar
Hökgökar, (Hierococcyx), är ett fågelsläkte i familjen gökar inom ordningen gökfåglar. Det omfattar åtta arter som förekommer i södra och östra Asien. 
- Mustaschhökgök (H. vagans)
- Större hökgök (H. sparveroides)
- Berghökgök (H. bocki)
- Indisk hökgök (H. varius)
- Nordlig hökgök (H. hyperythrus)
- Filippinhökgök (H. pectoralis)
- Visselhökgök (H. nisicolor)
- Malajhökgök (H. fugax)